# Aliján Bukeijánov
Aliján Nurmujamédovich Bukeijánov (en ruso: Алихан Нурмухамедович Букейханов; en kazajo: Әлихан Нұрмұхамедұлы Бөкейханов, Älixan Nurmuxamedulı Bökeyxanov)  (5 de marzo de 1866 — 27 de septiembre de 1937) fue un escritor kazajo, activista político y científico ambiental. Se hizo famoso al defender la idea de que los kazajos debían aprender la cultura rusa al mismo tiempo que pensaba que era necesario preservar las leyes y el espacio propio kazajo.
Los primeros años de formación de Bukeijánov se dieron en una escuela ruso-kazaja y en la escuela técnica de Omsk, donde se graduó en 1890. Más tarde estudió en el Instituto Imperial forestal de San Petersburgo, donde se graduó en 1894 en la facultad de ciencias económicas. Durante su juventud se cree que fue influido por las ideas socialistas.
Después de su graduación, Bukeijánov volvió a Omsk y pasó los siguientes catorce años allí. Participó en 1896 en la Expedición Shcherbina, cuyo objetivo era la investigación y la evaluación desde el punto de vista medioambiental de todos los territorios controlados por Rusia en Asia Central, también se trabajó sobre los elementos culturales, así como las tradiciones de sus habitantes. Esta fue la primera de varias expediciones de tipo similar en las que participaría Bukeijánov. Sus contribuciones fueron recogidas en la obra "Ovtsevodstvo v stepnom krae" ("La cria de la oveja en la tierra de estepa"), donde se analizaba la crianza de este animal en Asia Central.

## Vida política
En 1905, comenzó el activismo político cuando se afilió al partido Democrático Constitucional. Fue elegido para la Primera Duma como miembro de su partido en 1906, y firmó el manifiesto de Vyborg para protestar por la disolución de la Duma que llevó a cabo el zar. Consecuencia de secundar este manifiesto, fue detenido, y se le prohibió volver a vivir en las provincias de las estepas. Durante su exilio forzoso se fue a vivir a Samara.
Bukeijánov se vinculó vivamente con Alash Orda - un movimiento político que preconizaba la creación de un Kazajistán autónomo. Después de la Revolución de octubre, fue elegido en 1917 como presidente del gobierno de Alash Orda de la autonomía de Alash. El mismo año se le nombró miembro del Comité del Turkestán y comisario del gobierno provisional del Óblast de Torghai.
En 1920, después del establecimiento hegemónico de la Unión Soviética, Bukeijánov se afilió al partido bolchevique y se reincorporó a sus actividades científicas. Sus primeras actividades políticas hicieron que fuese arrestado en 1926 y en 1928. En 1930 las autoridades lo alejaron de Moscú adonde finalmente fue encarcelado y ejecutado en 1937.
En 1989 las autoridades soviéticas rehabilitaron su figura.

## Obras
La mayor obra política de Bukeijánov fue Kirgizy ("Los Kazajos") (1910) que fue publicada por el partido Constitucional Democrático y editada por A. I. Kosteliansky. Otras actividades de Bukeijánov en este período incluyeron la participación en la creación de la revista Qazaq que se editó en kazajo y las publicaciones periodísticas en "Dala Walayatynyng Gazeti" (Omsk), "Orenburgskii Listok", "Semipalatinskii Listok", "Turkestanskie Vedomosti" (Taskent), "Stepnoi Pioner" (Omsk) y "Sary-Arqa" (Semipalatinsk). También participó en las revistas Ay Qap y "Sibirskie Voprosy".